# Hossein Tehrani
Pour les articles homonymes, voir Tehrani.
Hossein Tehrani (en persan: حسین تهرانی), né en 1912 à Téhéran et mort le 25 février 1974, est un percussionniste iranien, maître incontesté de tombak.

## Carrière
Il a commencé à jouer du zarb-e zurkhaneh à 13 ans au gymnase zurkhaneh (زورخانه), puis du tombak dans les trains de voyageurs. À 16 ans, il prit des leçons avec un joueur de kamânche, Hossein Khan Essmailzadel, puis plus tard avec Reza Ravanbakhsh et Kangarlo. À 26 ans, il rencontra le maître Abolhasan Saba qui devint son ami et qui lui apprit des aspects théoriques de la musique iranienne. À 28 ans, il participe à la création de la radio de Téhéran. Un an plus tard, il enseigne au Madrese Ali Mosighi.
En 1949, le maître Khaleghi ouvre un collège musical national où Tehrani est invité à enseigner le tombak, jusqu'alors mal considéré. Il participe aussi à l'Ensemble de musique nationale auprès des plus grands musiciens iraniens.
Il est l'inventeur du style moderne du jeu de tombak, intégrant notamment des imitations de sons concrets de moteur et imitant la voix dans le rythme.
Parmi ses élèves, on trouve Mohammad Esmaili et Djamshid Chemirani.

## Publication
Il a écrit une méthode de zarb avec Houshang Zarif (en), Mostafa Kamal Pourtorab (en), Farhad Fakhredini et Hossein Dehlavi (en), Moasseh Farhangi   :
Amouzesh Tonbak (ٱموزش تنبك),  (ISBN 964-6409-19-9).

## Discographie
- Zarbahang avec Faramarz Payvar.
- Iran - Musique Persane, avec Jalil Shahnaz, Abdolvahhab Shahidi et Faramarz Payvar (1971)
- Delnavaz, avec Faramarz Payvar
- Shahrnaz, avec Faramarz Payvar
- Anthology of Iranian Rhythms, volume 1, The basic works of Master Hossein Tehrani, avec Madjid Khaladj

## Sources
- Anthology of Iranian Rhythms, volume 1, The basic works of Master Hossein Tehrani, avec Madjid Khaladj
- TOMBAK DVD, avec Madjid Khaladj